# La Veu del Segre
La Veu del Segre, subtitulat «Diari de la nit», fou un diari que s'inicià a la ciutat de Lleida el 2 d'octubre de l'any 1933. El primer número va aparèixer al carrer Portaveu de la Lliga Catalana, va ser un periòdic que tingué una vida curta, ja que durà pocs dies.

## Història
Diari en català, tot i que publicà algun text amb llengua castellana. Va ésser un periòdic que tingué una vida curta i que durà pocs dies. El va llançar la Lliga a l'octubre del 1933 i es va tancar el 24 de gener del 1934. La Veu del Segre no va arribar ni als cinc mesos i això va ser degut al fet que es tractava d'un diari purament electoral: Lleida va ser la província de Catalunya amb menys implantació de la Lliga, en part perquè també va ser en aquell moment la de més implantació d'Acció Popular Catalana, la versió regional del nucli principal de la CEDA.
El primer i únic director que va tenir la publicació fou Estanislau Montaña Pradera, encara que van formar part de la seva Comissió Organitzadora tres personalitats més. És el cas de Luis Alonso, José Maria Sanuy i Juan Agelet. Diari portaveu de la Lliga Catalana, s'inicià el 2 d'octubre del 1933, un dia després del naixement, també, d'un seminari regionalista a la ciutat de Lleida que s'anomenava igual i que oferia notícies relatives al moviment regionalista i artístic de Catalunya. Els seus orígens, per tant, se situen el 1933, en un context local d'esquerres i republicà. En el seu primer número, un dels seus articles estel·lars s'anomena «Als lectors», i és on es defineix el caràcter de la publicació i les seves premisses i fonaments. D'aquesta manera donaven a conèixer els seus objectius: 
“Ha de ser un diari de caràcter independent, i amb tota llibertat i sense personalismes ha de defendre primordialment els interessos espirituals i materials de la província i de la ciutat. Defensarà el culte a la llibertat, el respecte a la Llei i als drets de l'home, l'amor a la família, i l'enaltiment a les nostres tradicions”.
Una declaració d'intencions i propòsits que apuntava alt per una defensa de les creences i el patriotisme col·lectiu català, així com del dret a viure en una societat organitzada que, com a tal, garantís la continuïtat i història de Catalunya.
La Veu del Segre va tenir una bona acollida entre els lectors que el consideraven com:
“el diari lleidatà per a tots els lleidatans”.
El riu Segre ha estat pels ciutadans de Lleida un clar referent i inspiració. L'àmbit del periodisme no en queda exclòs, ja que avui dia la publicació periòdica amb més audiència i difusió a la ciutat és el diari que duu el seu mateix nom: Segre. El cas de La Veu del Segre no deixa de ser anecdòtic, ja que un dia abans de sortir a la llum aquest diari, concretament l'1 d'octubre d'aquell mateix any, va néixer també a Lleida un setmanari amb el mateix nom, que s'autodenominava regionalista i que contenia força informació política, religiosa i cultural. És curiós d'esmentar que, a més a més, el títol de La Veu del Segre també s'associa a un setmanari en català que aparegué a la ciutat el 27 de juliol de 1899 fundat per Frederic Renyé i Viladot.

## Aspectes tècnics
| Primer número:            | 2 d'octubre de 1933                    |
| Redacció i Administració: | Carrer Major, 80, entr                 |
| Impremta:                 | Suriaca. Imprès també per Impremta Sol |
| Format:                   | 505 x 350 mms                          |
| Capçalera:                | Tipogràfica                            |
| Redacció:                 | Bilingüe                               |
| Periodicitat:             | Diària                                 |

Es tractava d'una publicació sense il·lustracions que no es va presentar en cap altre suport més.